# Alfonso Arenas Ferriz
Alfonso Arenas Ferriz (Villena, 2 d'abril de 1947) és un polític socialista valencià, senador i diputat a les Corts Valencianes.

## Biografia
Va estudiar al Col·legi dels Jesuïtes d'Alacant i es va llicenciar en Dret a la Universitat de València, on es va especialitzar en dret laboral i dret fiscal i va formar part del Sindicat Democràtic d'Estudiants de la Universitat de València.
Entre 1970 i 1985 va treballar, d'una banda, com a advocat laboralista, i de l'altra, com a assessor legal de la Caixa d'Estalvis d'Alacant i Múrcia. Militant del PSOE, en 1974 fou detingut per la policia, qui l'havia confós com a militant del PCE. El 1977 fou nomenat secretari de relacions sindicals i laborals del PSPV-PSOE. Actualment també forma part de Greenpeace i des del 2001 és president d'Amics de Tabarca.
A les eleccions municipals espanyoles de 1979, 1983, i 1987 fou escollit regidor i portaveu municipal del seu partit a l'ajuntament d'Alacant. Fou president del Patronat Municipal de l'Habitatge i de la Mancomunitat de l'Alacantí (1979-1988).
El novembre de 1988 dimití de la regidoria quan fou senador designat per les Corts Valencianes, càrrec que va ocupar fins a 1991. Fou vicepresident primer de la Comissió de Pressupostos i portaveu de la Comissió Especial d'Enquesta i Investigació sobre els Problemes derivats de l'ús de l'automòbil i de la seguretat viària.
Després fou elegit diputat per la circumscripció d'Alacant a les eleccions a les Corts Valencianes de 1991 i 1995. Durant el seu mandat com a diputat destacà per denunciar el retard en l'aprovació del catàleg de zones humides, algunes d'elles amb processos d'urbanització irreversibles (Massamagrell) o properes a patir-lo (Clot de Galvany) o sobre l'enviament de residus de la companyia asturiana Aceralia a Albuixec.
No es presentà a la reelecció en 1999. De 1995 a 2000 fou membre del Comitè Federal del PSOE. Des de 2001 és president de l'Associació del País Valencià per a la Cooperació Solidaritat Internacional, i vocal de la Coordinadora Valenciana d'Organitzacions no Governamentals en representació de la Unitat Territorial d'Alacant. Des de 2007, ja jubilat, participa en l'ONG Plataforma Valenciana Pobreza Cero.